# マーク王
コーンウォールのマーク王は、6世紀初期にケルノウ（コーンウォール）を支配した王。アーサー王伝説においては、トリスタンのおじで、イゾルテの夫として登場することで有名。トリスタンとイゾルテは彼に隠れて不倫をすることになる。

## 伝説

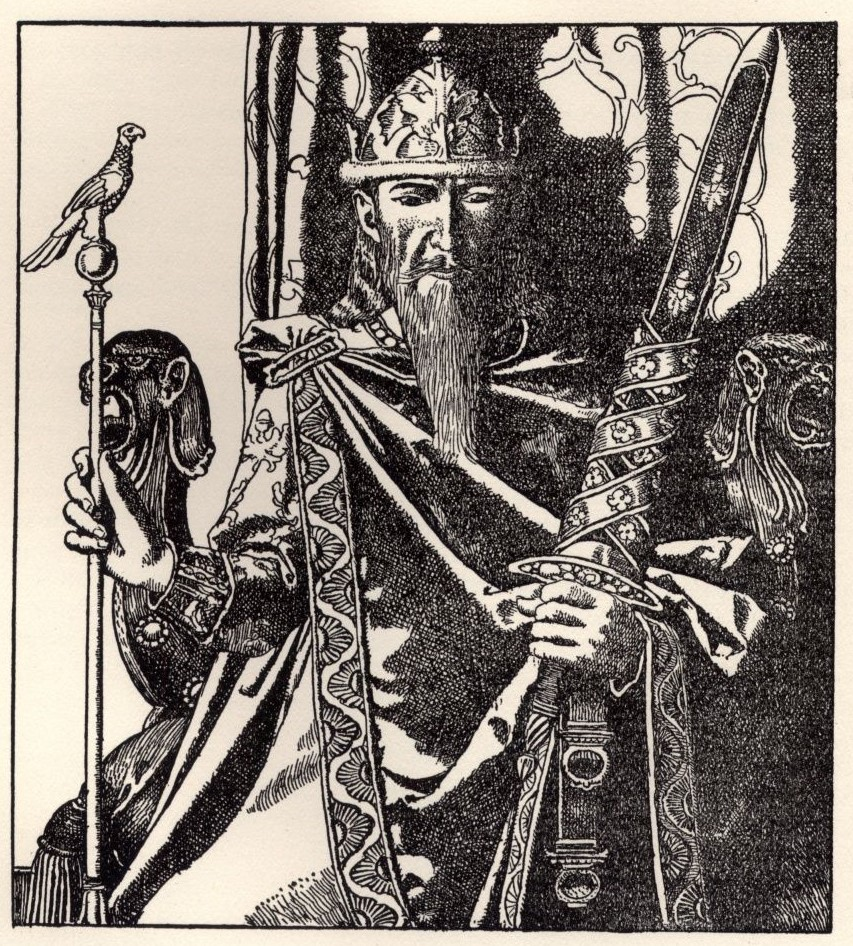
コーンウォールのマーク王、ハワード・パイル 画(1905)

マーク王は、アイルランドの王女、イゾルテを花嫁として連れてくるため、トリスタンを派遣する。ところが、トリスタンとイゾルテが恋に落ちてしまい、魔法の薬の助けもあって、2人は中世文学で最も激しい情事を交わしてしまう。マーク王は2人の関係を疑うが、最終的に疑念は確信に変わる。ある版では、マーク王はトリスタンをしばり首にしようとし、イゾルテをらい病患者の隔離施設に閉じ込めてしまっている。絞首刑から逃げ出したトリスタンは囚われのイゾルテを救い出し、のちにマーク王にこれが露見する。最終的にマーク王は彼らを許し、イゾルテはマーク王の下に返され、トリスタンは国を立ち去ることになるのだった。
この物語において、マーク王がトリスタンとイゾルテの姦通を疑い、彼らの無実を信じるということが幾度か繰り返されている。作中ではこう言った出来事がなんども起こる。ベルールの版によれば、トリスタンとイゾルテは、語り手が彼の側に神がついていると宣言するとおり、決して重大な危機に陥ることはない。マーク王は、アーサー王伝説に登場する他の王たちが観念的に王としての役割を果たすだけで夫としての役割を描かれないていないのと異なり、夫としての側面を描写されている。
不貞の妻に同情的な『散文のトリスタン』において、マーク王は、まったくの悪役として登場する。彼は自分の姪を強姦したうえ、その姪が彼の息子を出産すると彼女を殺してさえいる。同じように、自分の兄弟のボールドウィンまで殺害している。この物語以前の版では、トリスタンはマーク王から離れてブルターニュで死ぬことになっていたが、『散文のトリスタン』では、マーク王はトリスタンが木の下でイゾルテのために竪琴を弾いているところを刺し殺すというふうになっている。このような人物としてのマーク王がパロミデスのロマンスやトマス・マロリーの『アーサー王の死』を含む中世の作品では一般的であった。だが、近年の「トリスタンとイゾルテの伝説」を基にした作品では、中世の詩物語から題材を得るものの、ふたたびマーク王を同情的なふうに描くようになっている。これらの伝説において、通常はマーク王はティンタジェル城に住み、コーンウォールを統治することになっている。

### ロバの耳伝説
マーク王はギリシア神話に登場する「ロバの耳のミダス王」から、ケルト的な異形と結び付けられるようになった。ウェールズの物語において、マーク王の耳は馬のそれであり、「March」という彼の名前はウェールズ語の「馬」をもじったものになっている。

#### ブルターニュの馬耳の王
ブルターニュの伝説によれば、彼は元々はこの地方のコルヌアイユの王であったとされる。ある日、マルク王は、牝鹿を矢で射かけたが通用せず、跳ね返って王の愛馬モルヴァックを殺した。牝鹿はイスの王女ダヒュの仮の姿であり、彼女は魔法使いのセイレーンであった。罰として、王は愛馬の馬の耳とたてがみを付けられてしまった。
ただひとりその秘密を知る理髪師は、ついに耐えかねてに砂の穴の中に「王様の耳は馬モルヴァックの耳」と叫び、その場所からは葦が生えた。ところが、王に招かれた楽師団が、その問題の葦で作ったリードで演奏した（コリガンたちのためにパンくずなどを残しておく礼儀を欠いたためもとのリードは盗まれてしまったのである）。すると「王様の耳は馬モルヴァックの耳」と聞こえる音楽が鳴り響き、王が耳に巻いていた包帯も風でほどけ、秘密は暴露されてしまった。王は恥辱のあまり走り出し、勢い余って崖から転落死した。セイレーンはしかし不憫に思い、大ブリテンのコーンウォールの王としてよみがえらせたという。

### コオル老王
暗黒時代に見つかったコーンウォールの墓碑は、マーク王は同様に登場する「コオル老王」を元にしていると見ることもできる。